# Corrosieremmer
Een corrosieremmer is een algemene benaming voor een stof die corrosie (meestal van een metaal of een legering) verhindert of tegengaat, door middel van het vormen van een chemische verbinding.
De corrosieremmer zal de corrosie niet volledig stoppen, maar wel de corrosiesnelheid verlagen. Een corrosieremmer kan bijvoorbeeld een vaste stof of vloeistof zijn die corrosieve stoffen neutraliseert door er een chemische verbinding mee aan te gaan. De corrosieremmer kan ook als deklaag op het te beschermen materiaal worden aangebracht.